# Phormoestes palmettovora
Phormoestes là một chi bướm đêm thuộc họ Millieriidae, chỉ gồm một loài Phormoestes palmettovora, được tìm thấy ở Florida.
Chiều dài cánh trước là 3.3–4 mm. Con trưởng thành bay từ tháng 3 đến tháng 5.
Ấu trùng ăn Sabal palmetto. 